# Feminizace chudoby
Termínem feminizace chudoby označujeme celosvětový trend zvyšujícího se podílu a převahy chudoby mezi ženami ve srovnání s muži. Feminizaci samotnou většinou chápeme jako počáteční převahu žen v některém odvětví lidské činnosti, případně jako proces vedoucí k této převaze.
V oblastech, kde dochází k feminizaci chudoby, mají ženy horší možnosti výběru a sníženou míru příležitostí, zejména k tomu, vést dlouhodobě uspokojivý život založený na základních právech svobody, důstojnosti a uznání, což se týká zejména obyvatelek rozvojových zemí. Ve Velké Británii tvoří ženy 58 % dospělých osob žijících v chudobě, jak vyplynulo z průzkumu Měření chudoby a sociálního vyloučení Davida Gordona v roce 2000.

## Komplexní přístup
Z celosvětového hlediska rozlišujeme několik faktorů, které ovlivňují genderovou nerovnost a finanční situaci žen. Z hlediska feminizace chudoby není jediným faktorem výše příjmu, ale je důležité zaměřit se také na individuální možnosti žen rozhodovat o svém životě.

### Zdraví
Ženy postižené chudobou jsou vystaveny zhoršeným podmínkám v přístupu ke zdravotní péči a zdravotním prostředkům. Tím se dostávají do vyššího ohrožení svého zdravotního stavu. Zvláště chudé ženy v rozvojových země jsou vystaveny sexuálnímu násilí a nebezpečí přenosu pohlavních chorob, jako je HIV.

### Vzdělání
V zemích, kde jsou ženy ve výrazném útlaku vůči svým mužským protějškům, je limitováno také jejich právo na vzdělání. To přitom zvyšuje šanci na lepší zaměstnání, plat a pozici na společenském žebříčku. Vzdělání žen bývá tradičně obětováno na úkor vzdělání mužských sourozenců.

### Možnost rozhodování
Mužské a ženské priority v otázce vedení domácnosti se mohou značně lišit. Možnost rozhodovat se liší s různými kulturami. V mnoha zemích, kde ženy musí bojovat s genderovou nerovností, rozhodují o významných otázkách vedení domácnosti muži. Ti mají možnost ovlivňovat z velké míry společenské styky žen a jejich zdravotní stav. To pramení z běžné praxe, kdy muži ovládají finance domácnosti, a mohou tak ženám znemožnit například přístup k lékům.

## Rozdíl příjmů
Ženy ve většině zemí disponují prokazatelně nižšími příjmy než muži. V České republice dosahuje rozdíl příjmů mužů a žen v průměru cca 25%. Podle Českého statistického úřadumají muži vyšší mediánovou mzdu než ženy, a to jak podle všech kategorií zaměstnání, tak podle vzdělání.
Feminizace chudoby ale není důsledkem pouze nízkých příjmů. V ženské situaci hrají podstatnou roli také genderové stereotypy. Jedním z těchto stereotypů je genderová dělba práce, tedy dělení pracovních sil na tradiční „mužská a ženská zaměstnání“. Ženy jsou nepoměrně více zastoupeny v hůře placených zaměstnáních a to negativně ovlivňuje nejen jejich příjmy, ale i výši jejich důchodu. Historicky vykonávají hůře placená zaměstnání v textilním průmyslu, pedagogice, učitelství, sociální péči a humanitních vědách. Muži naopak převládají v technických oborech.
V českých zemích jsou feminizované profese i odvětví méně finančně hodnoceny. Historicky se tato devalvace někdy objevuje až poté, co se daná profese či odvětví změnilo v „typicky ženské“ (viz např. školství), někdy jde o obrácený proces: nízké finanční hodnocení práce odradilo muže a bylo přijato ženami, které neměly možnost výběru (viz např. textilní průmysl).
K dělbě práce podle genderu dochází kromě pracovního trhu také v domácnosti. Ženy velmi často přebírají odpovědnost za péči o děti a o příbuzné, což může výrazně ovlivňovat schopnost práce mimo domov. Menší výdělek je potom způsoben i prací na částečný pracovní úvazek.

## Samoživitelství
V České republice žije pod hranicí chudoby 9 % obyvatel. Nejvyšší riziko chudoby nesou osamělé matky (samoživitelky), jejichž příjem je v poměru k výdajům za vedení domácnosti a výchovu dětí často nedostatečný. Z průzkumu společnosti Proequality vyplynulo, že 90 % domácností, kde je přítomen jeden rodič, tvoří ženy. Vzhledem k rostoucí rozvodovosti se zvětšuje i skupina chudobou ohrožených žen. Podle současného demografického trendu bude počet žen samoživitelek dále narůstat. U žen samoživitelek se vyskytuje vyšší riziko nezaměstnanosti než u žen z dvoupříjmových domácností. Nedostatek finančních prostředků nepřímo ovlivňuje situaci dětí. Ty bývají oproti svým vrstevníkům znevýhodňovány.
V ČR končí každé druhé manželství rozvodem. Životní úroveň žen klesá v prvním roce po rozvodu o 75%. V případě rozvodu mizí jeden plat, který nedokážou v plné míře nahradit ani vyživovací příspěvky od nepřítomného rodiče.
Mateřství a samoživitelství je znevýhodňující aspekt při přijímání do zaměstnání. Jedinou věkovou skupinou, kde převládají v podílu zaměstnaných ženy, jsou mladí ve věku 15-24 let.
Oproti tomu muži z rozvodu profitují, jelikož jejich kariérní rozvoj není omezován péčí o dítě.
V roce 2006 uvedlo 60% žen žijících s dítětem bez partnera, že jejich čistý měsíční příjem nedosahuje deseti tisíc korun.